# Мечкулска река
Мечкулска река (или Сенокоска река) е река в Северен Пирин, България.
Извира от северозападните склонове на връх Пирин и тече на запад. Дълга е 10,9 километра е на надморска височина от 1162 метра. Речната долина е изградена от гранити и гнайси. Мечкулската река е ляв приток на Струма. Поречието на Мечкулската река между селата Мечкул и Сенокос е обезлесено и силно ерозирано.